# 2014 NB66
2014 NB66 est un objet transneptunien de la famille des cubewanos et une planète naine potentielle.